# 971

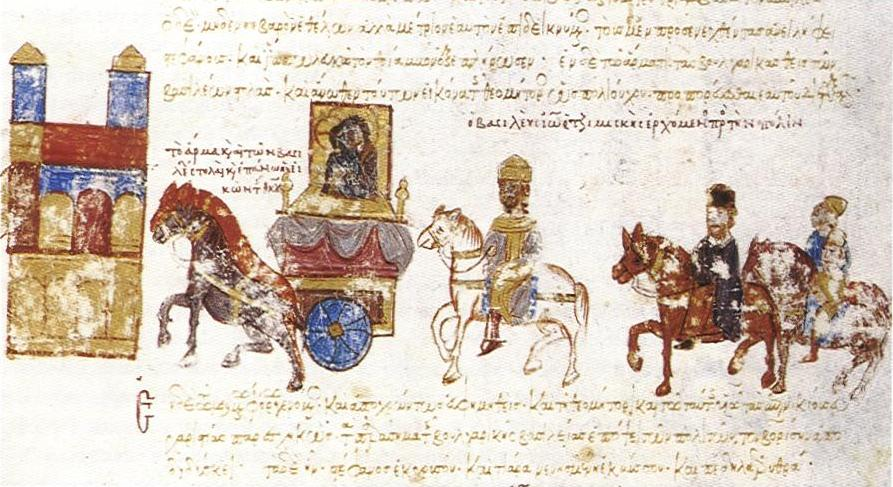
Keizer Johannes I (midden) keert in triomf terug in Constantinopel met tsaar Boris II.

Het jaar 971 is het 71e jaar in de 10e eeuw volgens de christelijke jaartelling.

## Gebeurtenissen

### Byzantijnse Rijk
- Belegering van Dorostolon: Een Byzantijns expeditieleger (ongeveer 30.000 man) valt Bulgarije binnen, persoonlijk geleid door keizer Johannes I (Tzimiskes). Hij belegert de vestingstad Silistra (of Dorostolon) (gelegen aan de Beneden-Donau), versterkt door een vloot van 300 schepen uitgerust met Grieks vuur.[1] Het Kievse garnizoen en hun Bulgaarse bondgenoten worden uitgehongerd. Na een belegering van 3 maanden accepteert grootvorst Svjatoslav I een vredesverdrag. Hierbij doet hij afstand van zijn belangen ten aanzien van Byzantijns grondgebied en de stad Chersonesos op de Krim (huidige Oekraïne). Svjatoslav evacueert zijn leger, terwijl de Byzantijnen Silistra innemen. Johannes hernoemt de stad Theodoropolis (vernoemd naar de regerende keizerin Theophano).[2]
- Zomer - Johannes I (Tzimiskes) verovert de Bulgaarse hoofdstad Preslav en keert triomfantelijk terug naar Constantinopel. Hij neemt Boris II, heerser (tsaar) van het Bulgaarse Rijk, en zijn familie gevangen, samen met de inhoud van de Bulgaarse keizerlijke schatkist. Ter compensatie krijgt Boris de Byzantijnse titel van magister officiorum. De Bulgaarse gebieden in Thracië en Neder-Moesië worden ingelijfd bij het Byzantijnse Rijk.[3]

### Europa
- Keizer Otto I ("de Grote") benoemt zijn keizerlijke secretaris Willigis tot kanselier (verantwoordelijk voor de keizerlijke zegel). Een ambt dat voorheen werd bekleed door Otto's broer, aartsbisschop Bruno I ("de Grote").[4]
- Håkon Sigurdsson, een Viking edelman, wordt benoemt als jarl van Trøndelag en wordt een vazal van koning Harald I ("de Goede"), heerser van Denemarken en Noorwegen (dit volgens de saga de Heimskringla).[5]

### Engeland
- Koning Culen (of Cuilén mac Ildulb) wordt vermoord door de Britten in Strathclyde na een regeerperiode van 4 jaar. Hij wordt opgevolgd door zijn neef Kenneth II, als heerser van Alba (huidige Schotland).[6]

### Religie
- De Al-Azhar-moskee wordt gesticht in Caïro, dit ter ere van Fatima Zahra, een van de 4 dochters van de profeet Mohammed.
- 27 oktober - Notger (of Notker) wordt door Otto I ("de Grote") aangesteld als bisschop van Luik.
- Eerste schriftelijke vermelding van de Poolse stad Kołobrzeg (gelegen in West-Pommeren).

## Geboren
- 2 november - Mahmud van Ghazni, heerser van de Ghaznaviden (overleden 1030)
- Kushyar ibn Labban, Perzisch wiskundige, geograaf en astronoom (overleden 1029)
- Oliba van Cerdanya, Catalaans edelman, abt en bisschop (overleden 1046)

## Overleden
- 28 oktober - Heraclius van Luik, Frankisch adviseur en bisschop
- Arnulf II, graaf van Boulogne (Huis van Vlaanderen) (r. 965 - 971)
- Culen (of Cuilén mac Ildulb), koning van Schotland ( r. 967 - 971)
- Ordgar, Engels edelman (ealdorman), adivseur en grootgrondbezitter